# São Simão (Nisa)
São Simão ist eine ehemalige Gemeinde in Portugal.

## Geschichte
Zu Zeiten römischer Besatzung bestand hier bereits eine Siedlung.
Die heutigen Ortschaften entstanden hier vermutlich im Verlauf der Neubesiedlung nach der Reconquista im späten 12. und frühen 13. Jahrhundert.
1555 wurde São Simão eine eigenständige Gemeinde.
Mit der Gebietsreform 2013 wurde die Gemeinde São Simão aufgelöst und mit den zwei Stadtgemeinden von Nisa, Nossa Senhora da Graça und Espírito Santo, zusammengeführt.

## Kultur und Sehenswürdigkeiten
Die Gemeinde zählt heute (Stand: Juli 2013) drei anerkannte Baudenkmäler. Alle drei sind Sakralbauten, darunter die Gemeindekirche Igreja Paroquial de São Simão do Pé da Serra oder auch nur Igreja de São Simão. Sie geht auf die erste, um 1555 errichtete Gemeindekirche zurück, die jedoch 1811 von spanischen Truppen zerstört, und später neu gebaut wurde.

## Verwaltung
São Simão war eine Gemeinde (Freguesia) im Kreis (Concelho) von Nisa im Distrikt Portalegre. In ihr lebten 115 Einwohner auf 28 km² (Stand 30. Juni 2011).
Die Gemeinde São Simão bestand aus zwei Ortschaften:
- Pé da Serra
- Vinagra

Pé da Serra galt als Hauptort, u. a. mit dem Sitz der Gemeindeverwaltung (port.: Junta de Freguesia).
Im Zuge der Gebietsreform vom 29. September 2013 wurde die Gemeinde São Simão mit Nossa Senhora da Graça und Espírito Santo zur neuen Gemeinde União das Freguesias de Espírito Santo, Nossa Senhora da Graça e São Simão zusammengefasst.